# Fajac-la-Relenque
 Fajac-la-Relenque  es una población y comuna francesa, en la región de Languedoc-Rosellón, departamento de Aude, en el distrito de Carcasona y cantón de Salles-sur-l'Hers.

## Demografía
| 74 | 75 | 62 | 51 | 52 | 42 |
| Para los censos de 1962 a 1999 la población legal corresponde a la población sin duplicidades (Fuente: INSEE [Consultar]) |    |    |    |    |    |